# Vincenzo Petagna
Vincenzo Petagna ( 17 de enero de 1734 - 6 de octubre de 1810), fue un médico, entomólogo y botánico italiano.

## Biografía
Impartió la cátedra de Botánica en Nápoles. Fue el director del Jardín Botánico de Monte Oliveto.

## Honores

### Epónimos
Género
- (Apiaceae) Petagnaea Caruel[1]

- La abreviatura «Petagna» se emplea para indicar a Vincenzo Petagna como autoridad en la descripción y clasificación científica de los vegetales.[2]

## Abreviatura (zoología)
La abreviatura Petagna  se emplea para indicar a Vincenzo Petagna como autoridad en la descripción y taxonomía en zoología.